# CAVE (音楽ユニット)
CAVE（ケイヴ）は、日本のユニットバンド。2001年デビュー。
ファーストsingle「 花びら 」は清春がプロデューサーを務めたこともあり話題を呼んだ。

## 概要
- SHOJIとRUMIKOからなるユニット。Shojiと清春（黒夢・SADS）プロデュースのもと、2001年ポニーキャニオンよりデビュー。同レーベルから3枚のシングルと1枚のアルバムをリリースし、その後4枚目シングルはmarder suitcaseからのリリース。
- ボーカルのRUMIKOは厳しいオーディションにより選ばれた。
- SHOJIはROUAGEやTHE STAR CLUBらとのセッション経験を持つ。
- SHOJIは清春と共に元X JAPANのギタリストhideのトリビュート・アルバム、『hide TRIBUTE SPIRITS』に参加した。

## メンバー
- RUMIKO / vokaru[2]

本名は戸村留美子。誕生日2月3日。
デビューシングルの『花びら』では、清春がRUMIKOと共に作詞を手掛けた。
- 'SHOJI' / Guitars, Bass, Keyboards, Programming, Sound-produce[2]

ROUAGEやTHE STAR CLUBら多数のアーティストのプロデュースやセッション経験を持つ。

## ディスコグラフィー

### シングル
1. 花びら（2001.03.07）《CX系「Music Museum」エンディング・テーマ》
2. 女神（2001.05.16）《CX系「エブナイSAT」4月エンディング・テーマ》
3. 楽園（2001.11.21）《TX系アニメ「遊☆戯☆王デュエルモンスターズ」エンディンディングテーマ》
4. 神の徒 〜イタズラ〜（2004.10.27）

### アルバム
1. NO NAME[5]（2002.08.21）